# Prypjat (Stadt)
Prypjat (ukrainisch Прип'ять, russisch Припять Pripjat Ausspracheⓘ: Pri(i)pjet) ist eine Geisterstadt im Rajon Wyschhorod der ukrainischen Oblast Kiew, die 1970 im Zusammenhang mit dem Bau des Kernkraftwerks Tschernobyl gegründet und infolge des Reaktorunglücks von 1986 geräumt wurde.
Zum Zeitpunkt der Katastrophe am 26. April 1986 wohnten hier etwa 49.360 Menschen. Das Kernkraftwerk war mit Abstand der größte Arbeitgeber für die Stadtbevölkerung.
Als Ersatz für Prypjat wurde nach der Katastrophe die Stadt Slawutytsch neu errichtet.

## Lage
Die Stadt liegt am Fluss Prypjat und ist mit einer Entfernung von etwa vier Kilometern die dem Reaktor nächstgelegene Siedlung. Damit liegt Prypjat inmitten der unbewohnbaren 30-Kilometer-Zone um das Kraftwerk.

## Sehenswürdigkeiten
In Prypjat gibt es noch heute einen Rummelplatz mit Riesenrad und Autoscooter. Der Rummel hätte am 1. Mai 1986 eröffnet werden sollen, wozu es wegen der Reaktorkatastrophe nicht mehr kam, da die Stadt am 27. April 1986 evakuiert wurde. Etwa einen Kilometer Luftlinie entfernt vom Volksfestplatz liegt eine Schwimmhalle.
In der Nähe des Reaktors existierte lange Zeit ein riesiger Schrottplatz, da nach den Aufräumarbeiten und dem Bau des Sarkophags hunderte Fahrzeuge (Lkw, Feuerwehrfahrzeuge, Hubschrauber, Geländewagen) so stark kontaminiert waren, dass eine Weiterverwendung unmöglich war. Heute ist dieser Schrottplatz im Rahmen der Dekontamination aufgelöst, die Fahrzeuge wurden wegen ihrer hohen Radioaktivität jedoch bis heute nicht entsorgt. Viele Fahrzeuge sind jedoch im Laufe der Zeit von Plünderern ausgeschlachtet und einige sogar weggeschafft worden (siehe auch: Situation heute).

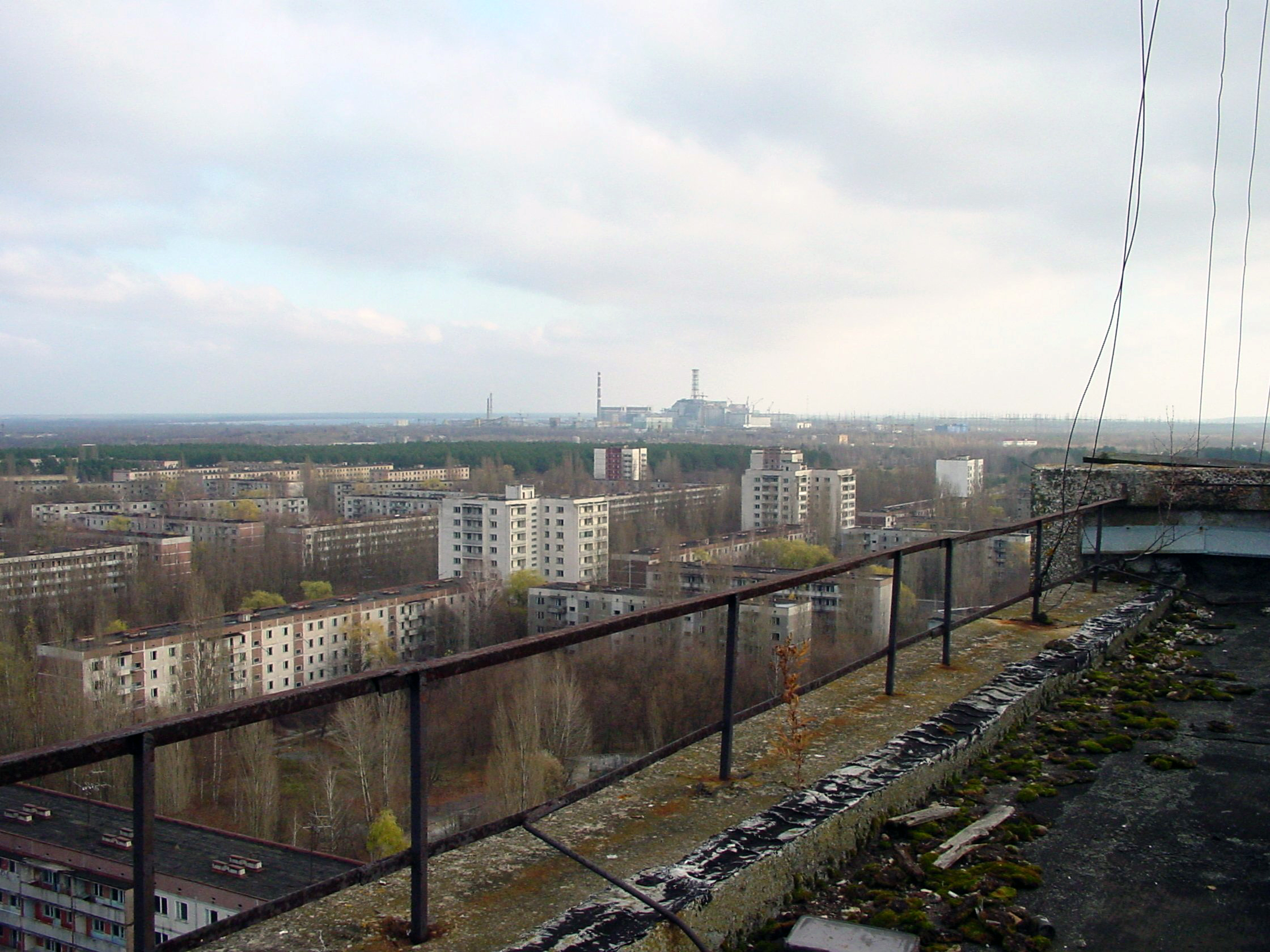
Blick von einem Hausdach auf das Kernkraftwerk Tschernobyl
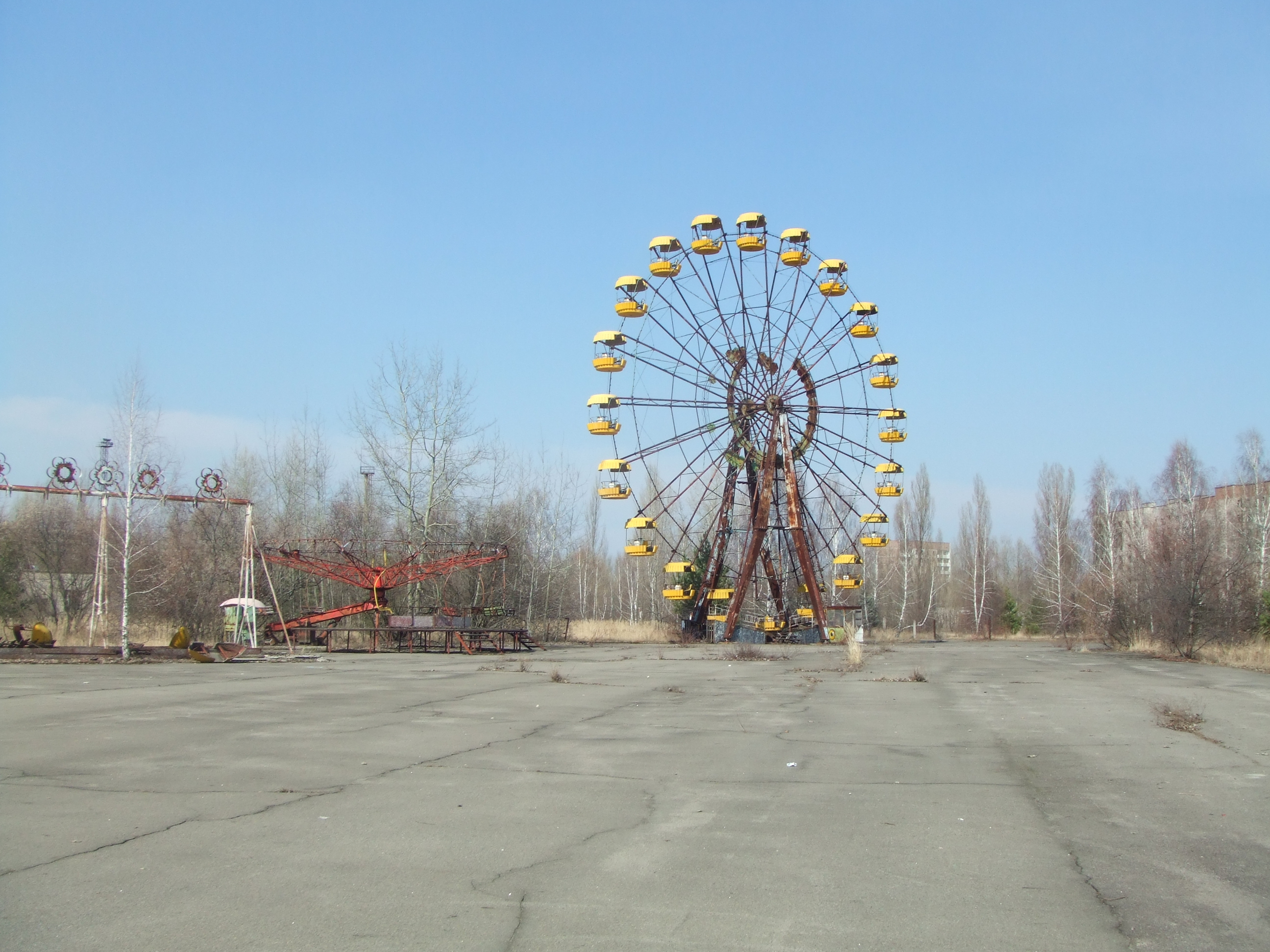
Rummelplatz
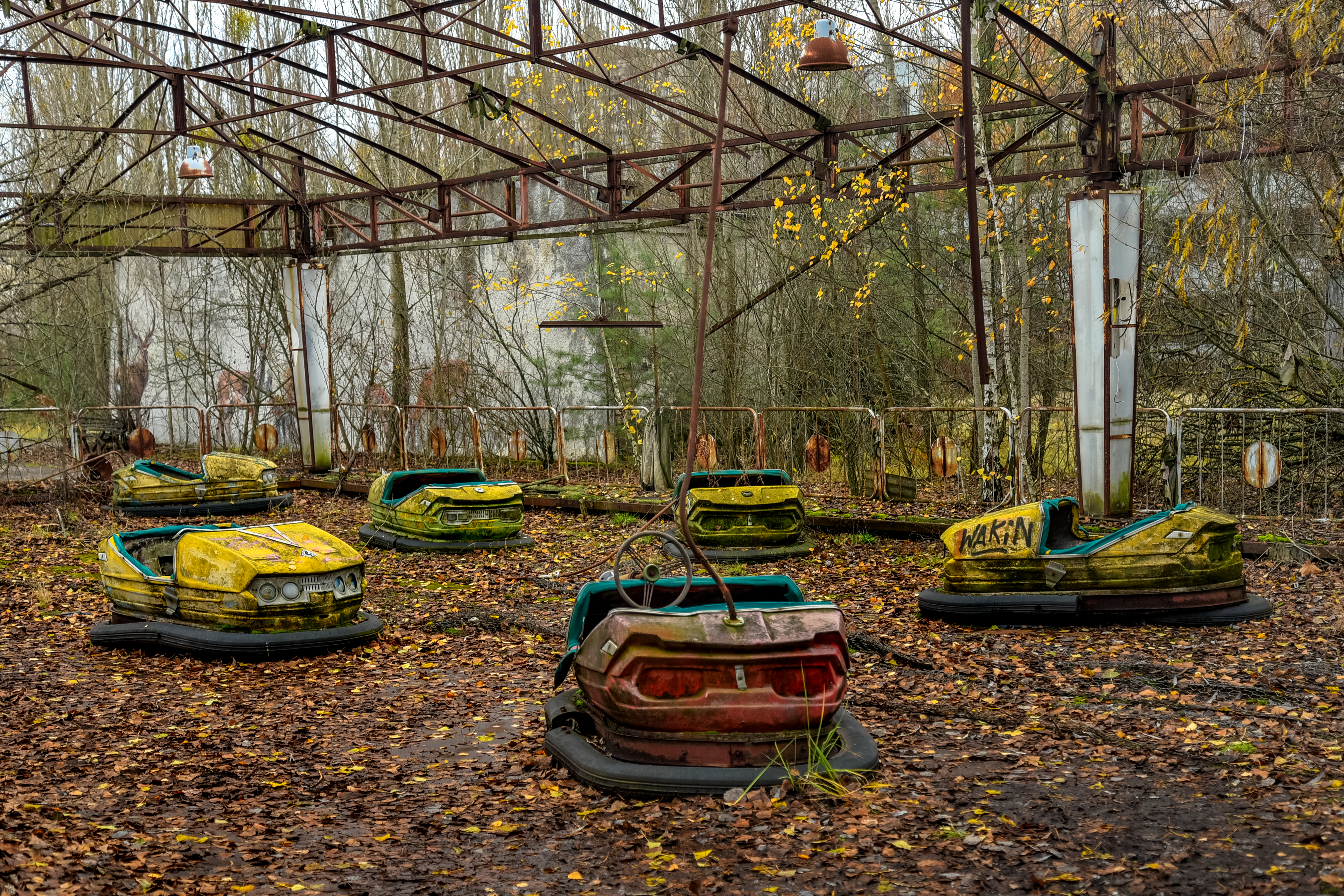
Autoscooter
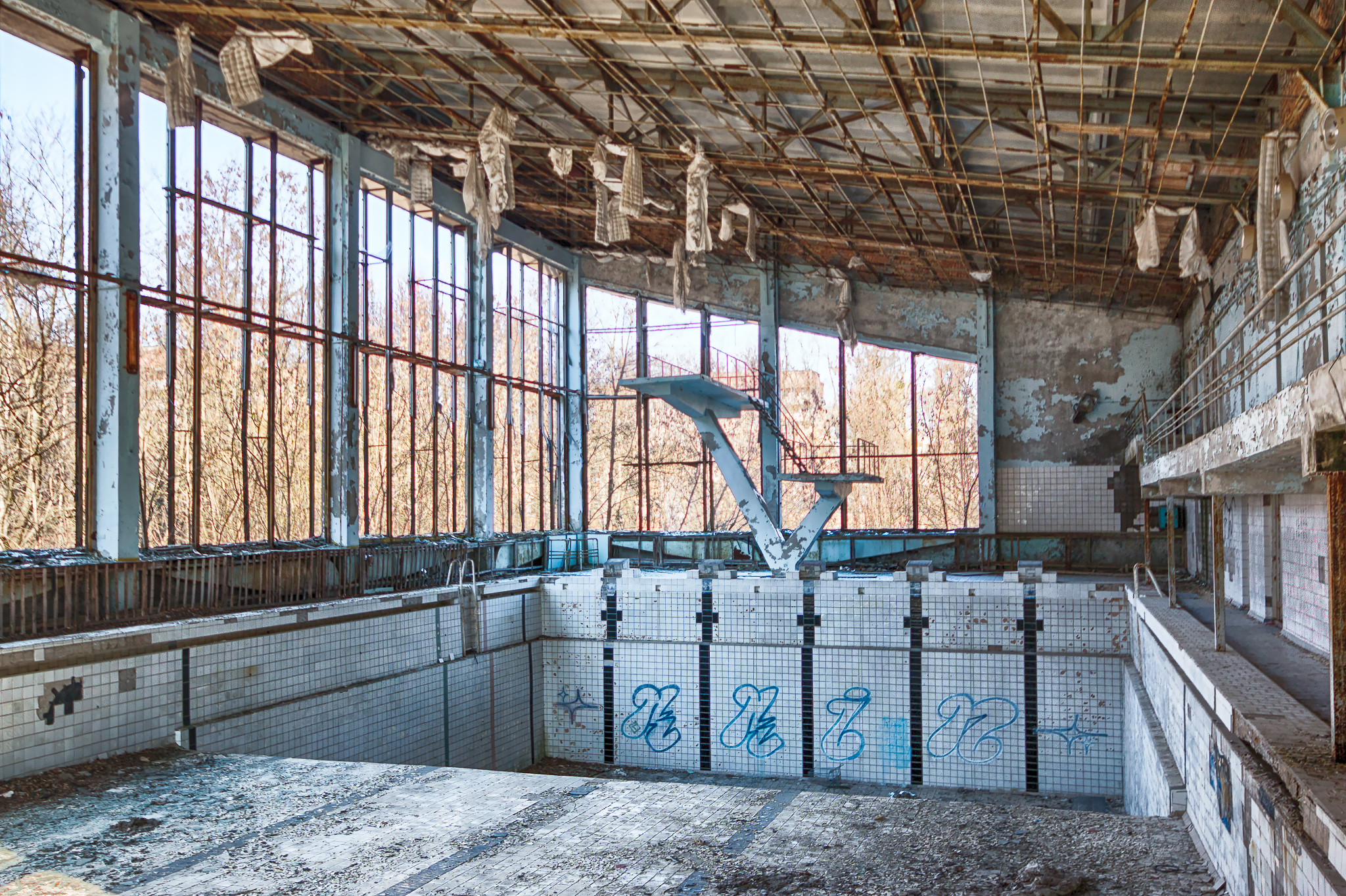
Schwimmbad
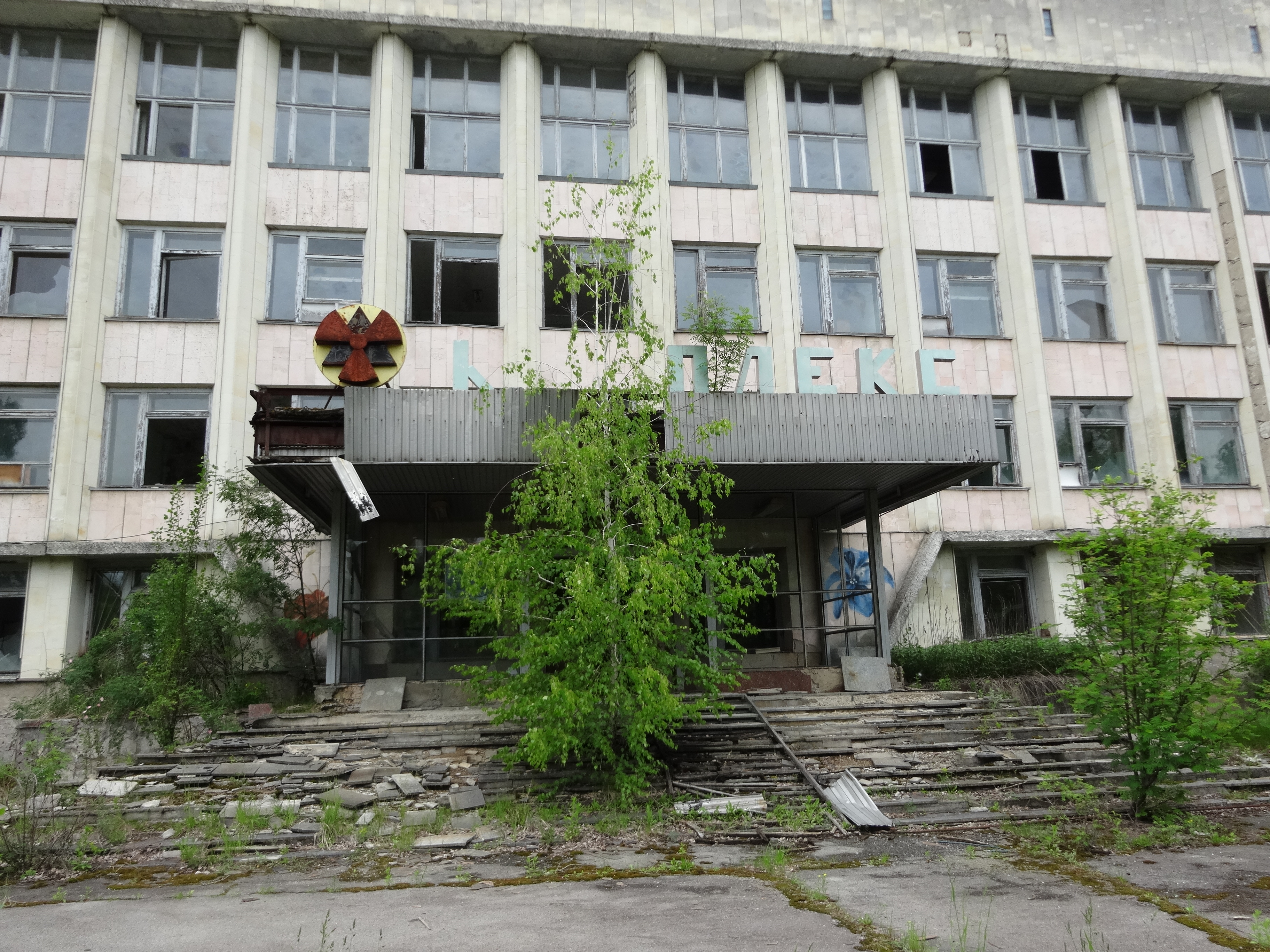
Ehemaliges Kernenergie-Institut
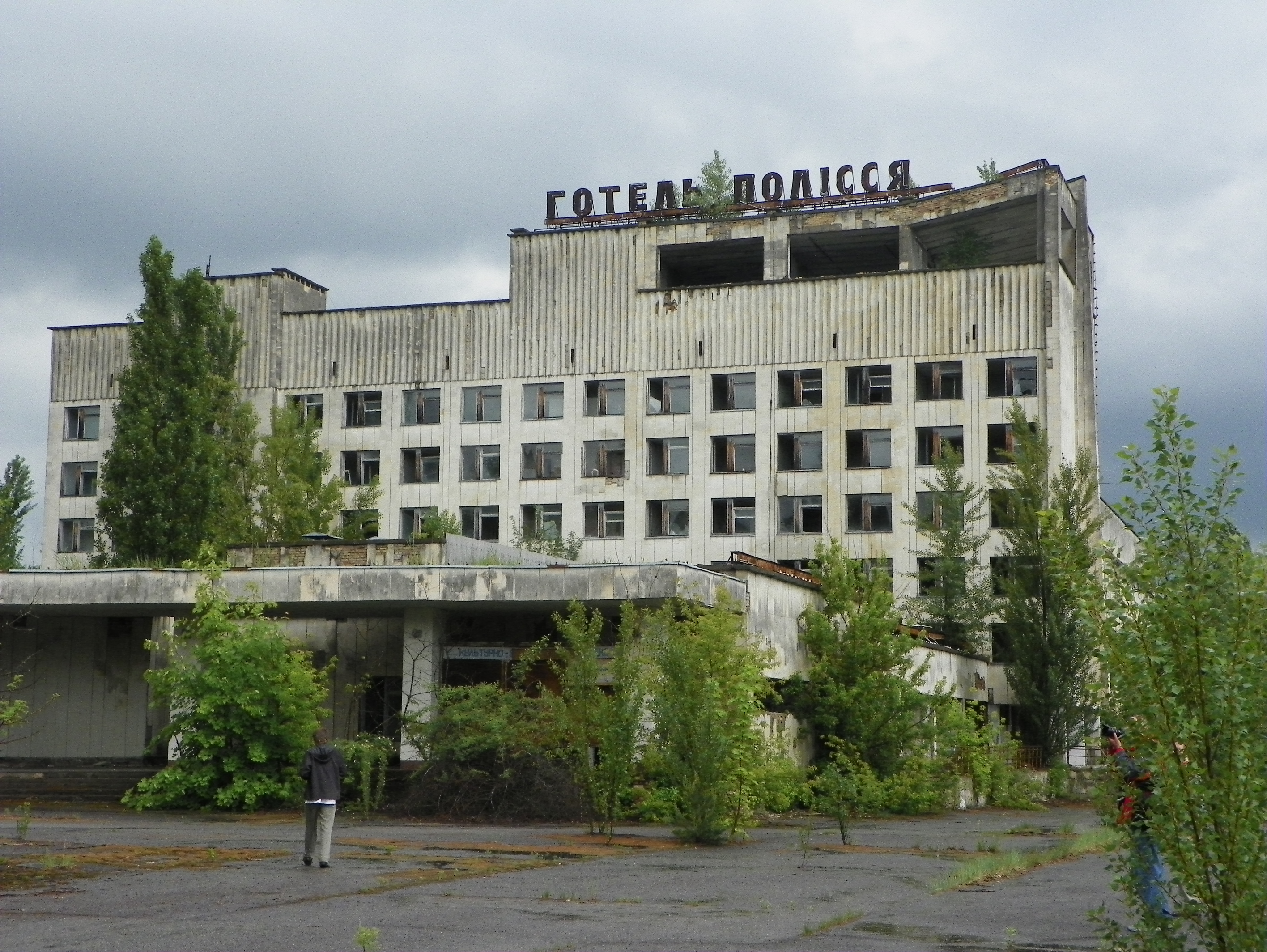
Hotel „Polissja“

## Geschichte der Stadt

### 1970 bis 26. April 1986

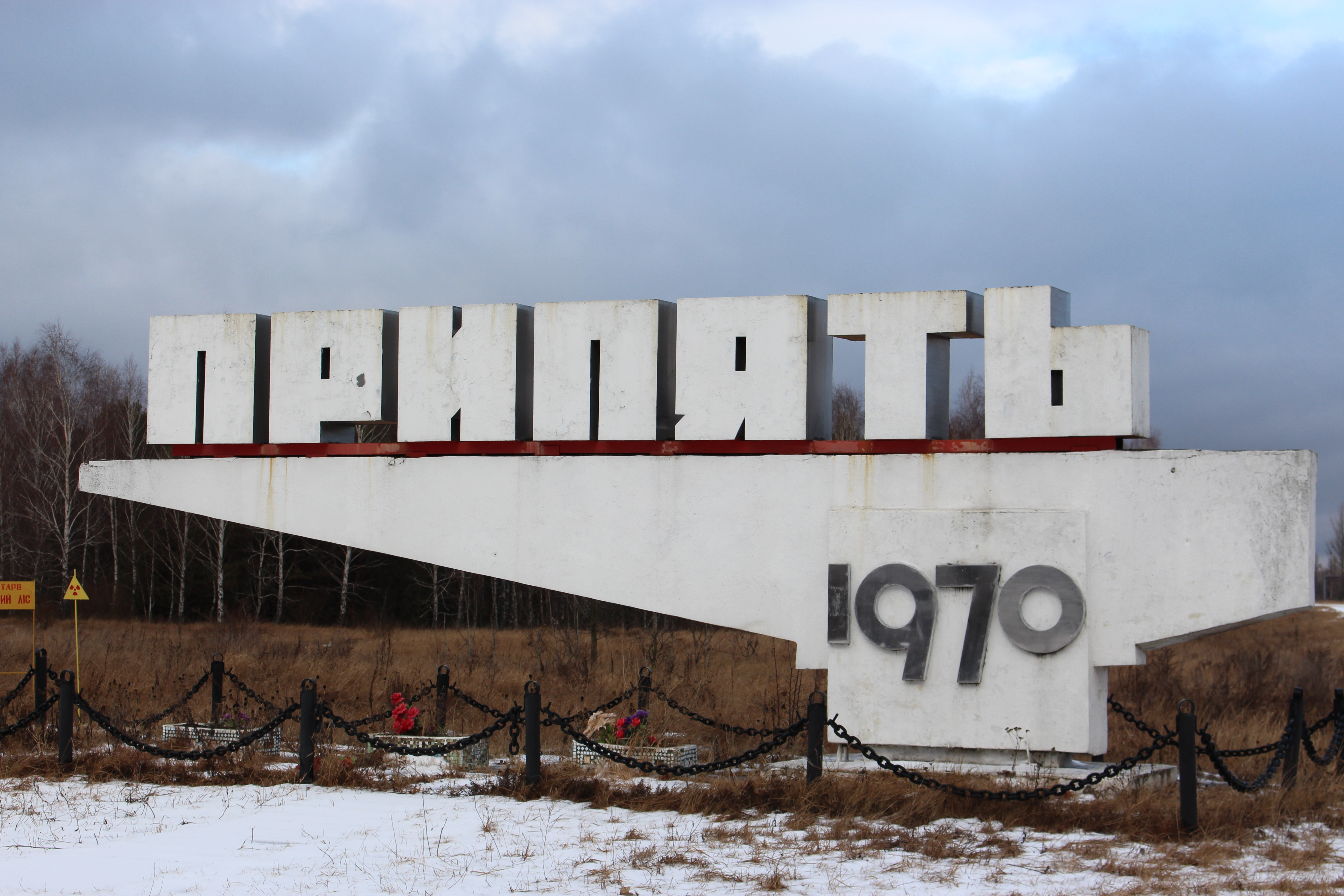
Ortsschild mit dem Gründungsjahr der Stadt

Prypjat wurde am 4. Februar 1970 gegründet, im Jahr 1979 erhielt die Siedlung den Status einer Stadt. Die Stadt wurde als Wohnort für die Arbeiter des ersten Atomkraftwerks der Ukrainischen SSR geplant – des Atomreaktors Tschernobyl, benannt nach der nahe gelegenen Kleinstadt Tschornobyl. Der Großteil der Bevölkerung bestand aus Arbeitern und deren Familien. Dadurch wuchs die Stadt schnell. Zum Zeitpunkt der Katastrophe war Prypjat eine relativ reiche und insbesondere junge Stadt – das Durchschnittsalter lag zum Zeitpunkt der Katastrophe bei ca. 26 Jahren, unter den Bewohnern befanden sich etwa 15.500 Kinder.
Die Stadt besteht aus fünf Mikrodistrikten, die sich kreisförmig um das Stadtzentrum gruppieren. Die Fläche beträgt schätzungsweise 600 ha, auf denen sich 149 mehrgeschossige Gebäude befinden. Die etwa 13.500 Wohnungen umfassen eine Fläche von ungefähr 520.000 m². Ursprünglich sollte Prypjat parallel zum Ausbau des Atomkraftwerks – Block 5 und 6 waren bereits in Bau – auf bis zu 80.000 Einwohner anwachsen. Die Erweiterungsfläche nordöstlich der Stadt ist noch heute als unbewachsenes Feld sichtbar, auf dem nach dem Unfall Sicherungsmaßnahmen durchgeführt wurden, um Winderosion des kontaminierten Bodens weitgehend zu verhindern.

### Prypjat unmittelbar nach dem Unfall
Aufgrund des schleppenden Informations- und Notfallmanagements wurde Prypjat erst 36 Stunden nach dem Reaktorunfall evakuiert. Dadurch wurden viele Anwohner einer hohen Strahlung ausgesetzt und litten an Spätfolgen. Gegen Mittag des 27. April wurde eine kurze Radionachricht gesendet, in der die Bevölkerung aufgefordert wurde, sich auf eine dreitägige Abwesenheit einzurichten. Die Evakuierung erfolgte ab 14 Uhr und wurde mit ca. 1200 Bussen innerhalb von zweieinhalb Stunden durchgeführt.
Durch den Unfall wurde Prypjat mehrmals und durch unterschiedliche radioaktive Stoffe kontaminiert. Dank günstiger Winde fand die stärkste Kontaminierung der Stadt durch radioaktive Niederschläge jedoch erst nach der Evakuierung – zwischen dem 27. und 29. April – statt.
Dekontaminierungsaktivitäten wurden überall in der Stadt durchgeführt, wobei die ausführlichsten Arbeiten in Mikrodistrikt 4 stattfanden. Die Arbeiten wurden in verschiedenen Phasen unternommen und reduzierten die durchschnittliche radioaktive Belastung in der Stadt von schätzungsweise 0,2–0,4 mGy/h auf 0,028 mGy/h im Dezember 1986.

### Situation heute

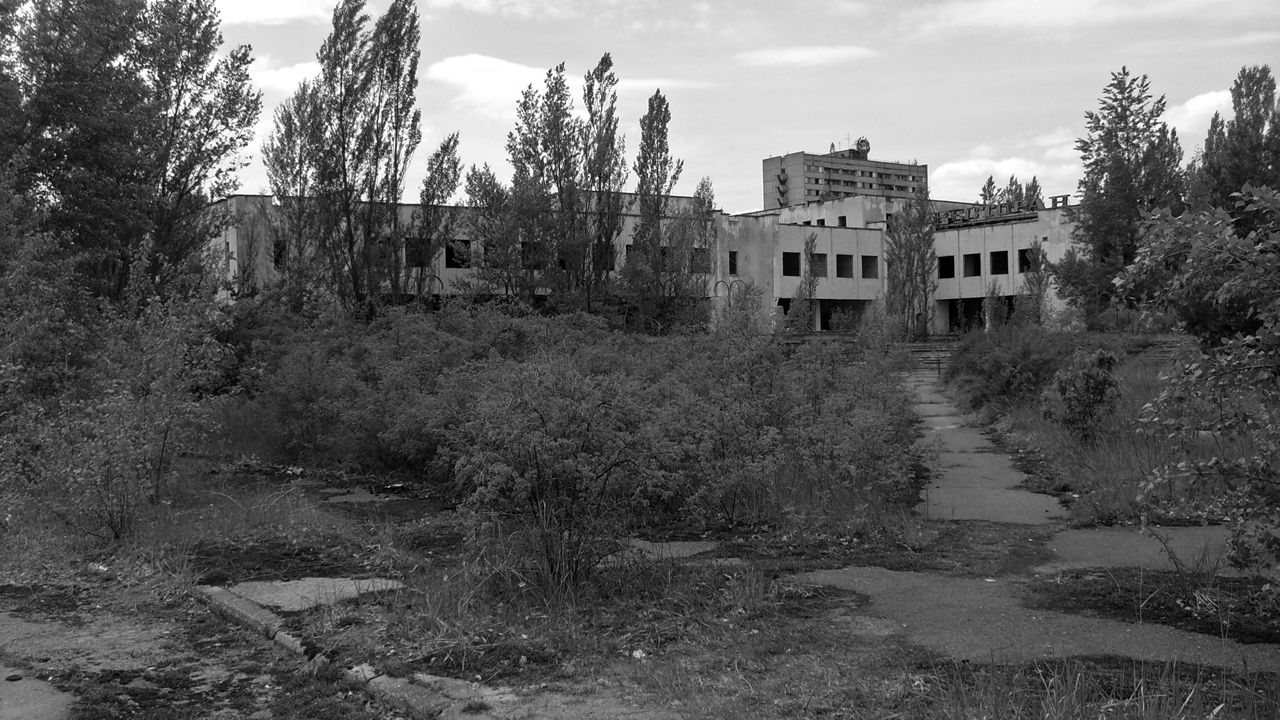
Prypjat im Jahr 2008

Da die Bewohner in dem Glauben gelassen wurden, bald wieder nach Hause zu können, stehen viele Gebäude noch im Originalzustand. Allerdings kam es im Laufe der Zeit zu Vandalismus und Plünderungen. So wurden Wohnungen nach der Evakuierung geplündert und beschädigt. Daneben bestand zunehmend die Möglichkeit, dass der wachsende Tourismus seine Spuren hinterlassen werde – im Jahr 2009 waren laut offiziellen Angaben bereits 7500 Menschen als Touristen vor Ort. Das US-amerikanische Forbes Magazine bezeichnete Prypjat/Tschernobyl 2011 als Reiseziel der Kategorie „world’s unique places to visit“ (weltweit einzigartige Orte für einen Besuch).

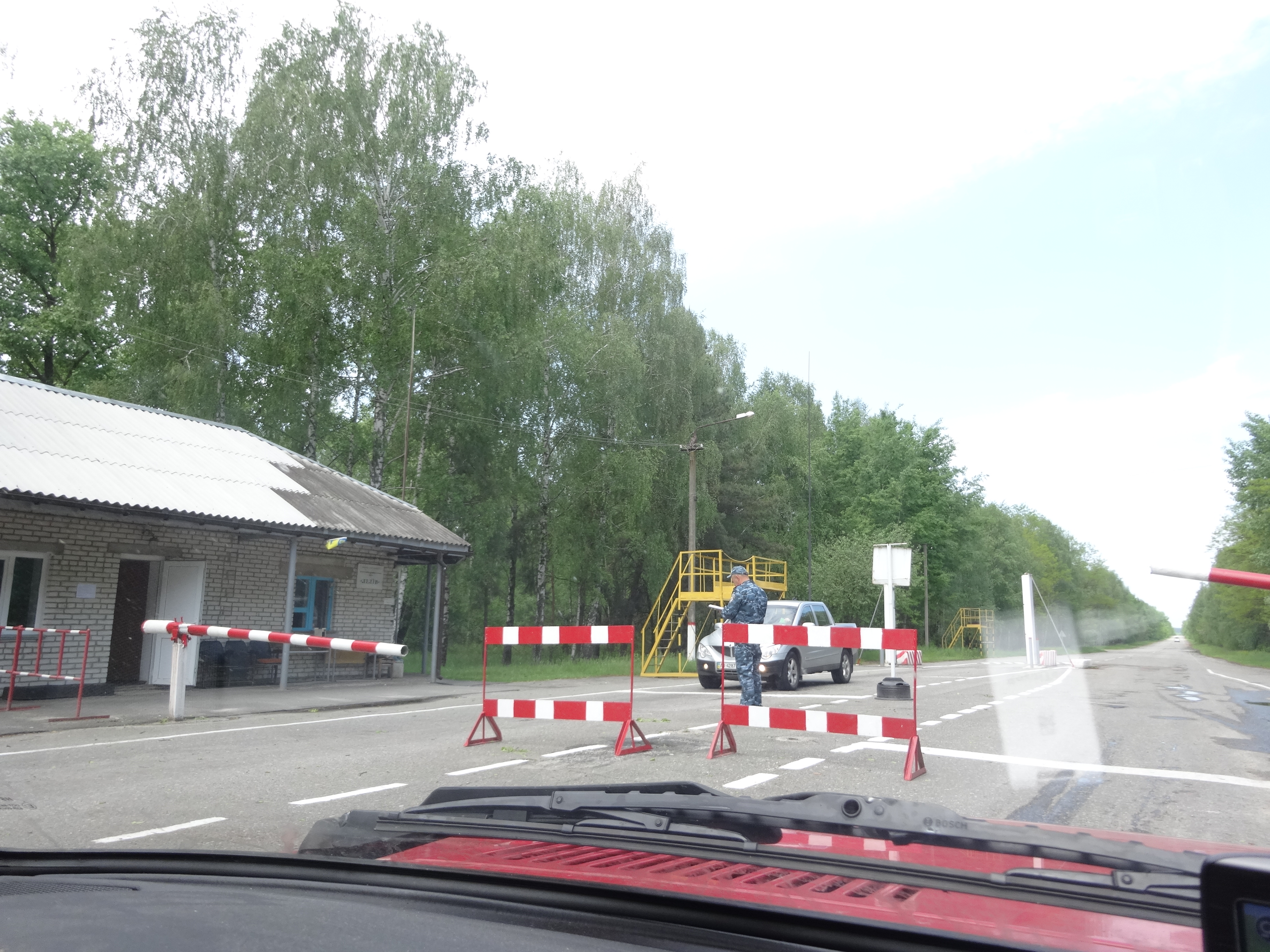
Checkpoint „Leliw“ in die 10-km-Zone

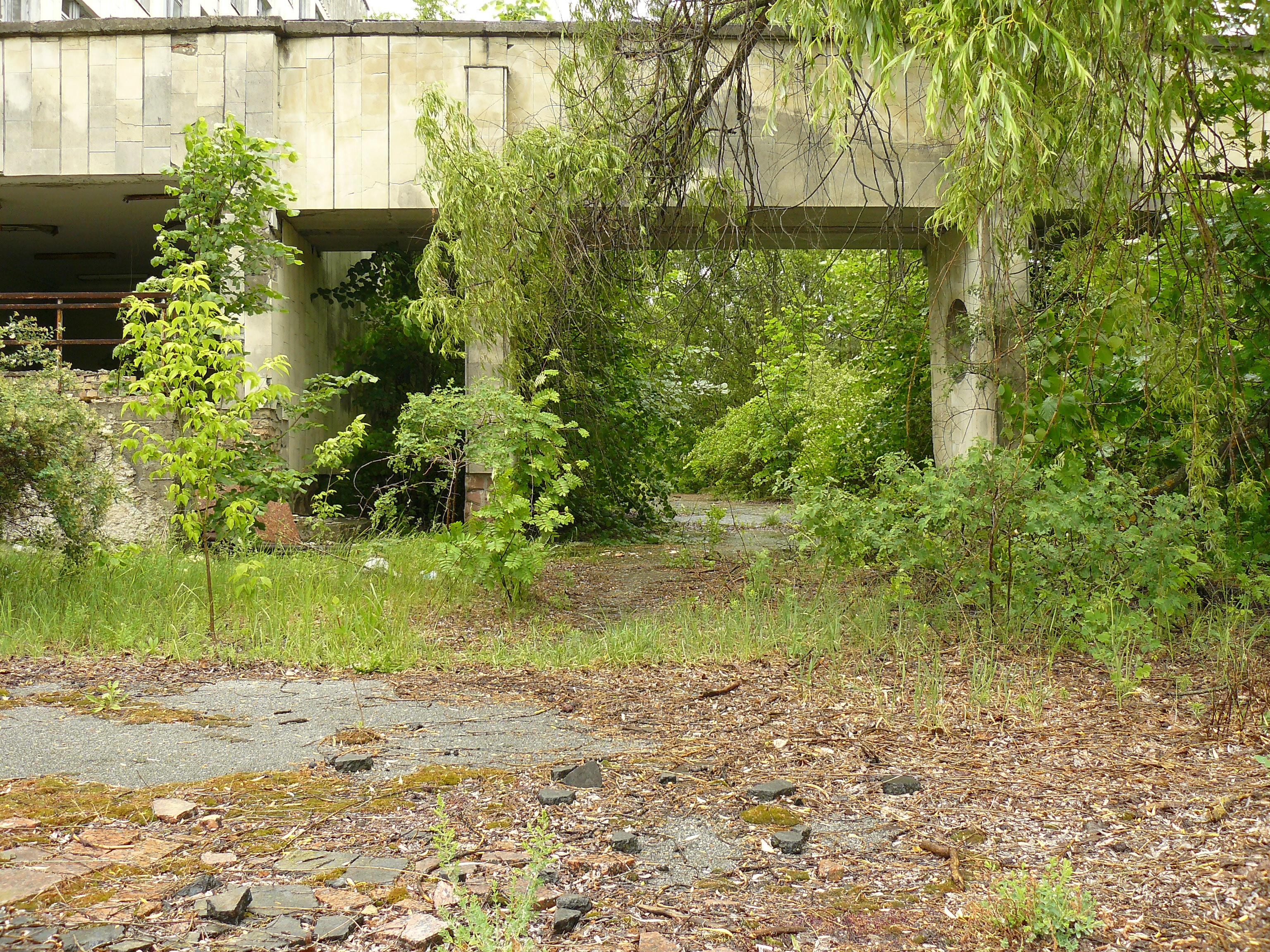
Prypjat im Jahr 2013

Die kontaminierte Zone wird weiterhin von der Miliz bewacht, nur wenige Menschen wohnen noch im Gebiet rund um den Reaktor. Die meisten von ihnen sind Armeeangehörige, Wissenschaftler oder illegale Bewohner, die jedoch zumeist geduldet werden. Im Rahmen geführter Touren durch das Kernkraftwerk kann auch Prypjat besichtigt werden, da die Hauptstraßen dekontaminiert wurden, was bei den übrigen Gebieten der Stadt jedoch noch nicht der Fall ist. Die Infrastruktur Prypjats wird durch ständige Bauarbeiten erhalten, um Verkehrswege und Strom im Falle eines weiteren Unfalls in Reaktor 4 (z. B. ein Einstürzen des Sarkophags) bereitstellen zu können. Dafür werden rund 4000 Arbeiter beschäftigt, die zumeist in Zwei-Wochen-Schichten arbeiten, um Gesundheitsschäden durch gefährliche Strahlung vorzubeugen.
Ende Juli 2011 wurde das Gebiet um das Kernkraftwerk Tschernobyl für den Tourismus geöffnet. Nach Angaben von Spiegel Online gingen Tourismusexperten von bis zu einer Million Besuchern pro Jahr aus, die dieser Art von „Extremtourismus“ nachgehen wollen. Vertreter des UN-Entwicklungsprogramms, das bereits seit 2004 koordinierend vor Ort ist, begrüßten diese Entscheidung, da so dringend benötigte Investitionen in die Region gelangen könnten.
Bereits durch die 2007 entstandene Computerspielserie S.T.A.L.K.E.R. hatte das popkulturelle Medieninteresse um das Kernkraftwerk Tschernobyl und der Tourismus in die Region stark zugenommen. Durch die von Mai bis Juni 2019 ausgestrahlte und vom Publikum sehr gut aufgenommene HBO-Miniserie Chernobyl war der Tourismus in der Region nach Angaben der Tourismus-Veranstalter um weitere 30 bis 40 Prozent gestiegen.
Infolge des russischen Überfalles auf die Ukraine wurde die Stadt Ende Februar 2022 von russischen Streitkräften erobert und bis Anfang April 2022 kontrolliert.
Vor dem Hintergrund des Interesses stellt sich die Frage, wie weiter mit der Stadt umgegangen werden soll. Einerseits wird die Region aufgrund der Kontaminierung mit radioaktivem Material auf unbestimmte Zeit unbewohnbar bleiben, andererseits ist der Ort zum Sinnbild der Anti-Atomkraft-Bewegung geworden und stellt damit ein Mahnmal dar, was vor allem für die Denkmalpflege interessante Diskussionen bedeutet. Es gibt Stimmen für die Aufnahme der Stadt in die Welterbeliste der UNESCO.

## Rezeption
Printmedien
- Chernobyl Zone I, Andrej Krementschouk, Kehrer Verlag, 2011, ISBN 978-3-86828-200-9
- Chernobyl Zone II, Wolfgang Kil, Esther Ruelfs, Andrej Krementschouk, Kehrer Verlag, Deutsch/Englisch, 2011, ISBN 978-3-86828-210-8
- Tomb Raider #8 – Comic von Dark Horse Comics, 2014, UPC 7 61568 22838 0 00811
- X-Files Season 10 # 6 Parasiten Teil 1 – Comic von IDW Publishing, 2014, enthalten in Akte X Staffel 10 – Band 2: Chitter, dani books, 2014, ISBN 978-3-944077-50-5

Film
- Tschernobyl – Die Schwelle – Sowjetischer Dokumentarfilm, 1989
- Pripyat – Österreichischer Dokumentarfilm, 1999
- Chernobyl Heart – US-amerikanischer Dokumentarfilm, 2003, gewann den Oscar als bester Dokumentarfilm
- The Door – Irischer Kurzfilm, 2008
- An einem Samstag – Russisch-deutsch-ukrainischer Spielfilm, 2011, Teilnahme im Wettbewerb der Berlinale 2011
- Verwundete Erde – Französischer Spielfilm, 2011
- Transformers 3 – US-amerikanischer Actionfilm, 2011 – (Ein vierminütiger Ausschnitt in Prypjat)
- Chernobyl Diaries – US-amerikanischer Horrorfilm, 2012
- Stirb langsam – Ein guter Tag zum Sterben – US-amerikanischer Actionfilm, 2013
- The Girl with All the Gifts – Britischer Horror-Drama-Thriller, 2016
- Chernobyl – US-amerikanisch-britische Mini-Serie von HBO, 2019

Videospiele
- S.T.A.L.K.E.R.: Shadow of Chernobyl, 2007
- Call of Duty 4: Modern Warfare (Zwei ausgeprägte Singleplayer-Missionen in Prypjat und Multiplayer-Karten), 2007
- S.T.A.L.K.E.R.: Clear Sky, 2008
- S.T.A.L.K.E.R.: Call of Pripyat, 2009
- Call of Duty: Modern Warfare 2 (enthält Multiplayer-Karten im Gebiet um Prypjat), 2009
- Counter-Strike: Global Offensive (Multiplayer-Karte „Cache“), 2012
- S.T.A.L.K.E.R. 2: Heart of Chornobyl, 2024
- Warface (enthält Multiplayer-Karten in Prypjat), 2013
- Chernobylite, 2021

Musik
- Tschernobyl (Das letzte Signal) – Single (1986) des deutschen Musikprojektes Wolf Maahn & Unterstützung
- Life is Golden – Musikvideo (2018) der britischen Musikgruppe Suede
- This Momentary – Musikvideo (2009) der britischen Musikgruppe Delphic[15]
- Marooned – Musikvideo (2014) der britischen Musikgruppe Pink Floyd[16]
- The Ghosts Of Pripyat – Musikalbum (2015) des britischen Musikers Steve Rothery
- Pripyat – Musikstück auf dem Musikalbum (2014) Abandoned City des deutschen Musikers Hauschka